# Momkovo
Momkovo (bulgariska: Момково) är ett distrikt i Bulgarien.   Det ligger i kommunen Obsjtina Svilengrad och regionen Chaskovo, i den sydöstra delen av landet, 250 km öster om huvudstaden Sofia.
Trakten runt Momkovo består till största delen av jordbruksmark. Runt Momkovo är det ganska glesbefolkat, med 30 invånare per kvadratkilometer.